# Hornstorf
Hornstorf ist eine Gemeinde im Nordosten des Landkreises Nordwestmecklenburg in Mecklenburg-Vorpommern (Deutschland). Die Gemeinde wird vom Amt Neuburg mit Sitz in der Gemeinde Neuburg verwaltet.

## Geografie
Die Gemeinde Hornstorf grenzt im Osten an die Hansestadt Wismar und ist etwa fünf Kilometer von der Wismarer Bucht entfernt. Weitere Nachbargemeinden von Hornstorf sind Krusenhagen im Norden, Neuburg im Nordosten, Benz im Osten, Zurow im Südosten sowie Lübow im Süden.
Zu Hornstorf gehören die Ortsteile Kritzow, Rohlstorf und Rüggow.

## Geschichte
1282 wurde Hornstorf (damals als Hornestorp) erstmals in einer Urkunde erwähnt. Mit dem Westfälischen Frieden 1648 wurde Rüggow mit dem Amt Neukloster, der Herrschaft Wismar und dem mecklenburgischen Teil der Insel Poel schwedisch. Erst 1903, einhundert Jahre nach dem Malmöer Pfandvertrag von 1803, verzichtete Schweden auf die Einlösung dieses Vertrages, und die Ortschaft fiel wieder an Mecklenburg. 1883 bekam die Gemeinde mit der Strecke Wismar–Rostock einen Bahnanschluss. Vier Jahre später folgte eine Zweigstrecke nach Karow über Neukloster und Goldberg ab, die inzwischen stillgelegt ist. Hornstorf war einige Generationen seit 1848 Sitz der mecklenburgischen Adelsfamilie von Both. Hornstorf war Sitz eines Majorats. Die Familie wurde zuletzt durch Oberforstmeister Christian von Both und dann durch seine Tochter Charlotte von Both (1800–1853) vertreten. Sie heiratete den Kammerherrn Otto von der Lühe. Und so wechselte die Besitzerfamilie. Die Nachfahren ihres Sohn Karl von der Lühe (1832–1919) konnten das Gut Hornstorf nicht mehr halten, das Gut ging dann in die Aufsiedlung. Der so genannte Resthof mit 527 ha gehörte dann um 1928 schon der Mecklenburgischen Landgesellschaft GmbH mit Sitz in Schwerin. Die typischen Bauernhöfe an der Schwedenschanze entstanden in der Zeit der Aufsiedlung der 1930er Jahre.
Kritzow:
1314 bestätigte Fürst Heinrich von Mecklenburg den Verkauf des Dorfes Kritzow und einiger Äcker zu Rüggow an das Zisterzienser-Kloster Cismar und überließ diesem das damit neu entstehende Eigentumsrecht und mehrere andere Herrlichkeiten. Das Gut Kritzow besaß Louise Allwardt mit Wohnsitz im Gutshaus Kritzowburg. Diese Begüterung stand unter Aufsicht des Administrators K. Hoffmann. Der Besitz hatte einen Umfang von 425 ha. Am 1. Juli 1950 wurde die bisher eigenständige Gemeinde Kritzow eingegliedert.
Rohlstorf:
Rohlstorf gehörte zeitweise zu einem Familienfideikommiss. Besitzerin war Ottilie von Oertzen, geborene von der Lühe (1863–1947), Schwerin. Sie war mit dem Gutsbesitzer Arndt von Oertzen-Lübbersdorf auf Briggow verheiratet. Als Nutznießer galt ihr Vater, der Rittmeister a. D. Adolf von der Lühe (1860–1934) auf Kalsow. Als Gutsverwalter agierte Oberinspektor Arthur Maaß aus Hornstorf. Gut Rohlstorf hatte einen Umfang von 288 ha, größtenteils Ackerflächen.
Rüggow:
Rüggow bestand ein 167 ha Landgut, welches um 1900 dem Rittergutsbesitzer Walter Dreßler gehörte. Dann folgte der Hauptmann a. D. Karl von der Lühe. 1922 wurde seine Ehefrau Elisabeth, geborene Freiin von Rotenhan-Buchwald, die Gutsherrin. Rüggow war bis zur Wende Militärstandort. Dort war das Funkaufklärungszentrum Nord (FuAZ Nord) der NVA stationiert.

## Politik

### Wappen
| Wappen der Gemeinde Hornstorf | Blasonierung: „Geteilt; oben in Rot ein goldenes, beidseitig zweigestuftes Torportal mit halbrundem Bogen von einem überstehenden Walmdach bekrönt; unten in Gold ein kreisrundes silbernes Kirchenfenster in Form einer elfteiligen gotischen Rosette mit roten Stegen, in der Kreismitte ein Wolkenkreuz ausgebrochen.“ |
| Wappen der Gemeinde Hornstorf | Wappenbegründung: Das Torportal im Wappen steht für das Friedhofsportal im historischen Hornstorfer Dorfkern. Die vier Stützstufen und das Walmdach symbolisieren die Dörfer der Gemeinde – Hornstorf, Rohlstorf, Kritzow und Rüggow – unter einem gemeinsamen kommunalen Dach. Die Vorlage für die Ziegelrosette befindet sich an der Hornstorfer Dorfkirche. Das Wappen wurde von Dr. Peter Neichel gestaltet. Es wurde am 27. April 2022 durch das Ministerium des Inneren genehmigt und unter der Nr. 379 in die Wappenrolle des Landes Mecklenburg-Vorpommern eingetragen. |

### Flagge
Die Flagge der Gemeinde Hornstorf ist gleichmäßig längsgestreift von Gold (Gelb) und Rot. In der Mitte liegt, auf jeweils zwei Drittel der Höhe des gelben und des roten Streifens übergreifend, das Wappen der Gemeinde.

### Dienstsiegel
Als Dienstsiegel wird das kleine Landessiegel mit dem Wappenbild des Landesteils Mecklenburg geführt. Es zeigt einen hersehenden Stierkopf mit abgerissenem Halsfell und Krone und der Umschrift „GEMEINDE HORNSTORF • LANDKREIS NORDWESTMECKLENBURG“.

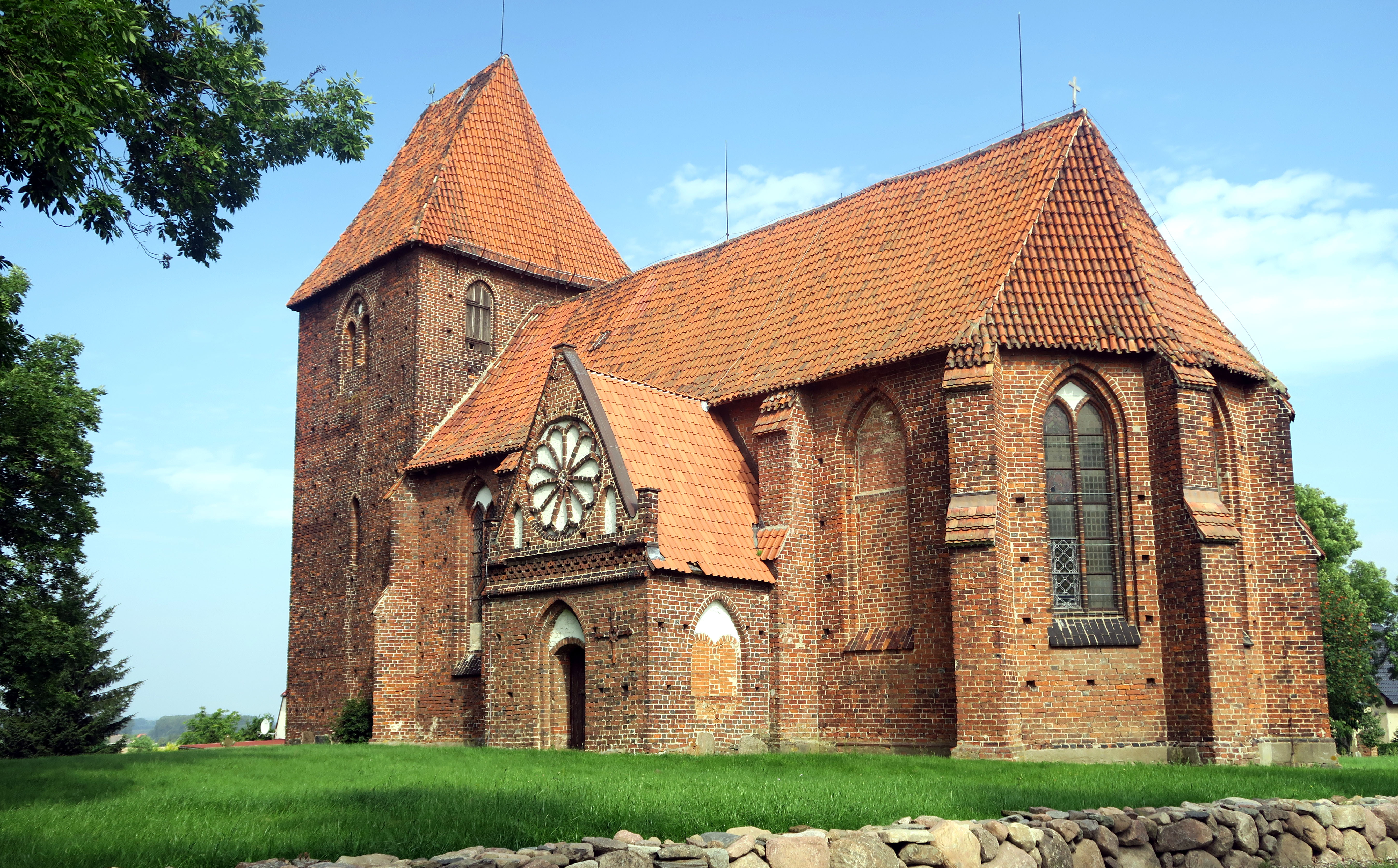
Dorfkirche St. Laurentius

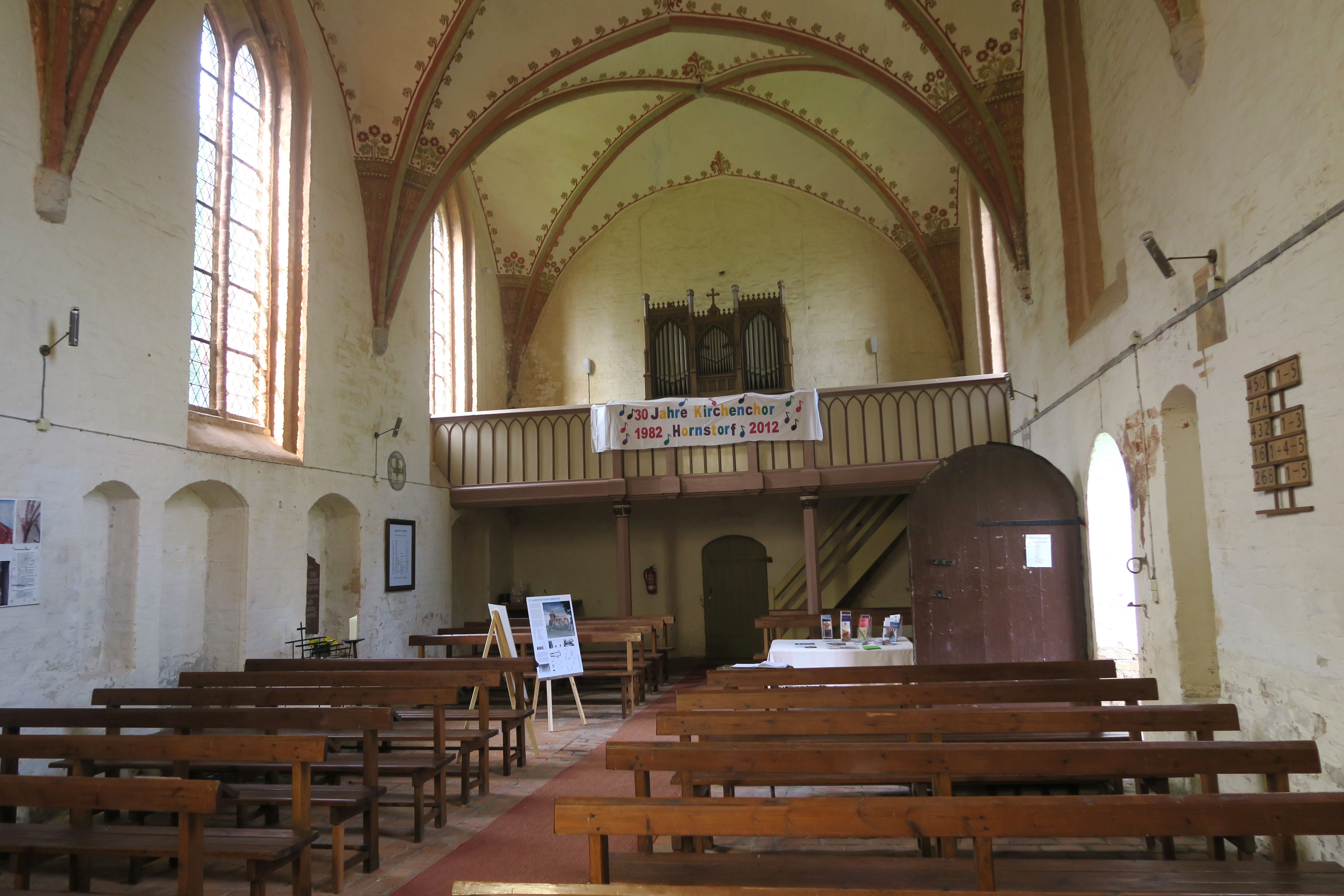
Innenraum der Laurentiuskirche

## Sehenswürdigkeiten
Die im gotischen Stil erbaute Dorfkirche St. Laurentius ist das älteste Gebäude in dem Ort. Erstmals wurde die Backsteinkirche 1327 erwähnt. Die Kirche dürfte jedoch etwas älter sein, vermutlich wie der 55 Jahre zuvor erwähnte Ort Hornstorf. Der schlichte quadratische Westturm wurde in der zweiten Hälfte des 15. Jahrhunderts angebaut.

## Wirtschaft und Verkehr
Bedeutend für die Gemeinde ist das 34 Hektar große Gewerbegebiet nahe dem Autobahnkreuz Wismar. Hier haben sich viele Unternehmen angesiedelt, die mehrere hundert Arbeitsplätze schufen.
Am Haltepunkt Hornstorf an der Bahnstrecke Wismar–Rostock hält stündlich die Linie RB 11 der Relation Wismar – Rostock – Tessin. Mit der Linie 201 der Busbetriebe Wismar besteht vom Ortsteil Kritzow aus außerdem eine Direktverbindung zum Bahnhof Blankenberg (Meckl) an der Strecke Rostock–Schwerin(–Hamburg).
Durch das Gemeindegebiet führt die Bundesstraße 105. In der Nähe des Ortsteils Kritzow liegt das Autobahnkreuz Wismar; hier kreuzt die Bundesautobahn 20 die Bundesautobahn 14.

## Persönlichkeiten
- Adolf Lüben (* 1863 in Kritzow; † 1951 in Grevesmühlen), Politiker, Amtshauptmann und Abgeordneter